# Махмудов, Ахмед Абдуррауф оглы
Ахме́д Абдуррау́ф оглы́ Махму́дов (азерб. Əhməd Aburrauf oğlu Mahmudov; 1926, Даначы — 2002, там же) — советский азербайджанский агроном, Герой Социалистического Труда (1949).

## Биография
Родился 15 июня 1926 года в семье религиозного деятеля в селе Даначы Закатальского уезда Азербайджанской ССР (ныне Закатальский район Азербайджана). По национальности аварец.
В 1953 году окончил Закатальский сельскохозяйственный техникум.
Начал трудовую деятельность в 1939 году на сельскохозяйственных угодьях. С 1941 года — звеньевой в колхозе имени Сталина Закатальского района, позже бригадир в этом же колхозе.
В 1948 году звено, возглавляемое Ахмедом Махмудовым, получило урожай табака сорта «Трапезунд» 25,7 центнера с гектара на площади 4 гектара.
Указом Президиума Верховного Совета СССР от 1 июля 1949 года за получение высоких урожаев табака Ахмеду Абдуррауф оглы Махмудову присвоено звание Героя Социалистического Труда с вручением ордена Ленина и золотой медали «Серп и Молот».
С 1954 года — заместитель председателя колхоза имени Сталина.
С 1990 года на персональной пенсии.
Пять раз принимал участие в Выставке достижений народного хозяйства СССР.
Делегат III съезда колхозников Азербайджанской ССР (1969), XXVIII съезда Компартии Азербайджана (1971).
Скончался в 2002 году в родном селе Даначы.